# Circaria Saxoniae
Die Circaria Saxoniae (deutsch Zirkarie Sachsen) war eine Ordensprovinz des Prämonstratenserordens im Mittelalter.

## Gebiet
Die sächsische Zirkarie umfasste ein Gebiet entlang der mittleren und unteren Elbe bis nach Thüringen, sowie einige östlich davon gelegene Stifte (Broda, Gramzow, Oderberg). Es gehörte zu den Bistümern Magdeburg, Brandenburg, Havelberg, Halberstadt und Ratzeburg in den heutigen Bundesländern Schleswig-Holstein, Niedersachsen, Mecklenburg-Vorpommern, Brandenburg, Sachsen-Anhalt und Thüringen.
Die Stifte der sächsischen Zirkarie waren (vollständig)
- Kloster Unser Lieben Frauen Magdeburg, seit 1129 mit Prämonstratensern
- Stift Pöhlde am Harz, seit 1131
- Stift Gottesgnaden bei Calbe an der Saale, seit 1131
- Stift Stade, an der Elbmündung, seit 1132
- Stift Leitzkau, seit 1137
- Stift Cölbigk an der Saale, seit etwa 1140
- Stift Jerichow an der Havel, seit 1144
- Kloster Rode am Harz, seit 1147
- Domstift Havelberg, um 1148 gegründet
- Domstift Brandenburg, 1148 gegründet
- Domstift Ratzeburg, Holstein, 1154 gegründet
- Kloster Gramzow, Uckermark, 1178 pommersche Gründung, 1216 Neugründung

- Stift St. Burchardi Halberstadt, kurz vor 1186 bis kurz nach 1192 mit Prämonstratensern

- Stift Mildenfurth in Thüringen, seit 1193
- Stift Themnitz, in Brandenburg?, vor 1224 bis nach 1295

- Stift St. Wiperti Quedlinburg, seit 1224 zur sächsischen Zirkarie
- Stift Gottesstadt bei Oderberg, um 1230 bis vor 1258 Prämonstratenserstift
- Stift Broda bei Neubrandenburg, seit etwa 1239/44
- Stift Rehna, Mecklenburg, Prämonstratenserinnen, seit kurz vor 1319
- Stift St. Marien auf dem Harlungerberg bei Brandenburg, 1435 bis 1543

Die Stifte Vessra im Harz und Arnstein in der Pfalz wurden 1224 als bisherige Tochterklöster Magdeburgs abgegeben. Auch die Prämonstratenstifte Riga und wahrscheinlich Grobe wurden von Magdeburg aus gegründet, gehörten später aber zu anderen Ordensbezirken.

## Geschichte
1129 übergab der Ordensgründer und Erzbischof Norbert von Magdeburg das  dortige Chorherrenstift Unser Lieben Frauen dem Prämonstratenserorden.
Dieses entwickelte sich schnell zum Ausgangsort einer weitreichenden Ausbreitung des Ordens bis in das Kolonisationsgebiet im Osten (Bistum Brandenburg).
Es entstanden zahlreiche Tochtergründungen, die in ihren Gebieten meist eine hervorgehobene Stellung bekamen. In diesen entwickelten sich nach den Vorstellungen des Ordensgründers auch einige eigene Gebräuche und Strukturen, die sich von denen in anderen Gebieten des Ordens teilweise unterschieden.
1188 unterstützten sie zum Beispiel den Gegenpapst, im Gegensatz zum Generalkapitel.
Spätestens um 1200 wurde eine eigene sächsische Zirkarie gebildet.
Von 1224 ist deren erste schriftliche Erwähnung erhalten, in einer Vereinbarung zwischen dem Generalkapitel und den sächsischen Klöstern, in denen diesen einige Sonderrechte und Abweichungen von den üblichen Ordensnormen zugestanden wurden, wie das Tragen eines schwarz-weißen Ordenshabits statt des üblichen weißen, und eigene Speiseregeln, wahrscheinlich die Erlaubnis eines nicht öffentlich sichtbaren Fleischverzehrs.
1295 wurden ihnen dazu eigene dreijährliche Triennalkapitel zugebilligt, außerdem brauchten sie nur noch insgesamt einen Vertreter zu den regelmäßigen Treffen des Generalkapitels in Frankreich entsenden.
Im 15. Jahrhundert gab es Reformbestrebungen aus Magdeburg gegen die offenbar stark nachgelassene Ordensdisziplin (z. B. mit dem Verbot von öffentlichem Tanzen der Chorherren, u. ä.).
Im 16. Jahrhundert löste sich die sächsische Zirkarie mit dem Verschwinden der Ordensstrukturen in den meisten Konventen auf.